# 茅于润
茅于润（1921年—），男，江苏镇江人，中国作曲家，上海音乐学院教授，曾任中国音乐家协会理事。

## 家庭
父亲茅以升为桥梁专家。母亲戴传蕙。女儿茅为蕙为钢琴家、金鸡奖最佳女配角。